# Ferrari 159

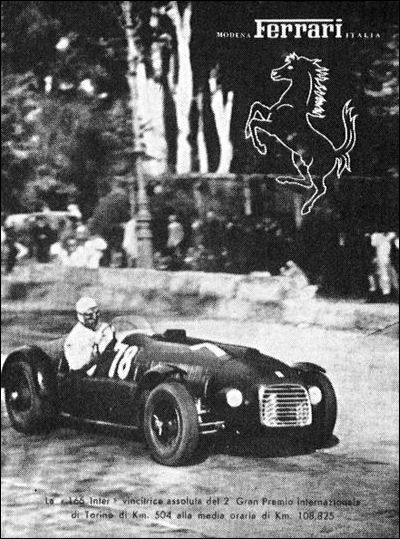
Raymond Sommer im Ferrari 159 beim Gran Premio di Torino 1947

Der Ferrari 159, auch Ferrari 159 S, war ein 1947 gebautes Rennsportmodell des italienischen Automobilherstellers Ferrari. Die Bezeichnung geht auf den gerundeten Inhalt eines einzelnen Zylinders zurück.

## Entwicklungsgeschichte
Beim Ferrari 159 handelte es sich um den Nachfolger des Ferrari 125 mit dessen von 1,5 auf 1,9 Liter vergrößertem V12-Motor mit einer obenliegenden Nockenwelle (Bohrung × Hub: 59 × 58 mm), der mit drei Weber-30DCNF-Doppelvergasern auf 92 kW (125 PS) kam. Wie der Vorgänger besaß der 159 einen Kastenrahmen, vordere Doppeldreieckslenker und eine hintere Starrachse. Zwei Exemplare des 159 wurden gebaut, eines auf einem neuen Chassis, das andere auf Basis eines der beiden vorhandenen 125.
Es wurden lediglich 2 Exemplare des 159 gebaut. Nachfolger des 159 war der Ferrari 166 in den einer der 159 umgebaut wurde.

## Renngeschichte

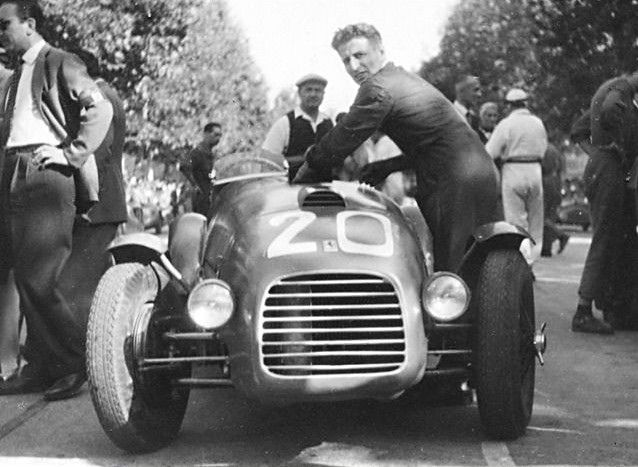
Der Ferrari 159 von Cortese vor dem Start zum Großen Preis von Modena am 28. September 1947

Der Wagen wurde in lediglich drei Wettbewerben eingesetzt. Das Debüt erfolgte am 25. August 1947 auf dem Circuito di Pescara, wo der anfangs führende Franco Cortese mit dem 159 S nach einer 21-minütigen Ölkühlerreparatur den zweiten Platz belegte. Beim darauffolgenden Heimrennen in Modena am 28. September startete lediglich einer von zwei geplanten 159. Pilot Cortese wurde nach Zündungsproblemen als Ausfall gewertet, wobei er bei der Rückkehr an die Box in den schweren Unfall von Delage-Pilot Giovanni Bracco verwickelt wurde, der mehrere Zuschauer das Leben kostete. Raymond Sommer siegte beim letzten Rennen des Modells im 159 C beim Großen Preis von Turin am 12. Oktober 1947. Er überrundete im 4½-stündigen Rennen alle Konkurrenten und fuhr einen souveränen Sieg ein.